# يونيون ديبورتيفا لوغرينييس
يونيون ديبورتيفا لوغرينييس هو نادي كرة قدم إسباني يتمركز في لوغرونيو، في منطقة لا ريوخا ذاتية الحكم. تأسس في 2009 ويلعب حاليا في الدوري الإسباني الدرجة الثانية ب – المجموعة 2، ويستضيف مبارياته في ملعب لاس غوناس، بسعة 16.500 مقعد.